# سالومون ميمون
سالومون ميمون (بالليتوانية: Salomonas Maimonas)‏ (بالعبرية: שלמה בן יהושע מימון‏)، (وُلد سنة 1753 – توفي في 22 نوفمبر 1800) هو فيلسوف وُلد لعائلة يهودية ليتوانية ضمن دوقية ليتوانيا الكبرى، في منطقة تشكل اليوم جزءًا من بيلاروس. كُتبت بعض أعماله باللغة الألمانية.

## سيرته

### الأعوام المبكرة
وُلد سالومون ميمون باسم شلومو بن يهوشواع في بلدة جوكوف بوروك قرب بلدة مير ضمن دوقية ليتوانيا الكبرى (تقع البلدة اليوم ضمن بيلاروس)، حيث استأجر جده عقارًا من الأمير كارول ستانيسواف رادجيفيو. تعلّم ميمون التوراة ثم التلمود، على يد والده في البداية، ثم على يد مدرسين في مير. اعتُبر ميمون طفلًا عبقريًا أثناء دراسته التلمود. شهد والداه أوقاتًا عصيبة، فخطبوه لفتاتين مختلفتين كي يستغلوا مهر العروستين، ما أدى إلى تنافسٍ حاد بينهما. عندما كان في سن الـ 11، تزوّج من إحدى الفتاتين التي تنحدر من نِيِشفيش. عندما بلغ الـ 14، أصبح والدًا لطفلٍ وبدأ يكسب المال عن طريق تدريس التلمود. لاحقًا، تعلّم ميمون بعضًا من اللغة الألمانية عن طريق الكتب، فذهب سيرًا على الأقدام إلى سلونيم والتقى هناك حاخامًا يُدعى شمشون بن مردخاي السلونيمي، وهو حاخام درس الألمانية. استعار ميمون بعض الكتب الألمانية عن الفيزياء والبصريات والطب من الحاخام. بعد تلك الزيارة، أصر ميمون على تعلّم المزيد.

### اهتمامه بالقبالة
يصف ميمون كيف بدأ اهتمامه بالقبالة، وكيف أجرى رحلة حجٍّ إلى بلاط الحاخام دوف بير الميجيريتشي –أو مغيّد الميجيريتشي كما يُسمى– نحو العام 1770. استخف ميمون بأتباع المغيد لتحمسهم الزائد، واتهم مغيد بالتلاعب بأتباعه. كتب أيضًا أن أفكار مغيد «قريبة من الأفكار السليمة للديانة والأخلاق» أكثر من تلك الأفكار الأخرى التي يدرسها اليهود في الخِدير (الخدير مدرسة ابتدائية تقليدية تدرس الطلاب أساسيات اليهودية واللغة العبرية).

### في ألمانيا
في منتصف العشرينيات من عمره، غادر ميمون مسقط رأسه متجهًا إلى الأراضي الناطقة بالألمانية. فشل أول مرة عام 1778 في الحصول على مسكن في برلين. طُرد بعدها لامتلاكه مسودة تعقيب على كتاب دلالة الحائرين للحاخام موسى بن ميمون. فشل محاولة أخرى للتحول إلى البروتستانتية في هامبورغ إثر ضعف إيمانه بالعقيدة المسيحية. نجح ميمون عام 1780 في الحصول على مسكنٍ في برلين، وأقام علاقات وطيدة مع موسى مندلسون ودخل دوائر الهاسكالا (حركة التنوير اليهودية) في برلين. عرفه مندلسون على بعض اليهود الأثرياء في برلين، وهم الذين اعتمد عليهم ميمون لرعايته عندما سعى لإكمال دراساته. كرّس ميمون نفسه لدراسة الفلسفة على خطى لايبنتس وفولوف ومندلسون.
في عام 1783، طلب مندلسون من مبمون مغادرة برلين جراء اعتناق ميمون مدرسة السبينوزية علنًا. عقب رحلة إلى هامبورغ وأمستردام، ثم مجددًا إلى هابمورغ، بدأ ميمون حضور المدرسة اللاتينية في ألتونا بهامبورغ. خلال إقامته هناك، حسّن ميمون معرفته بالعلوم الطبيعية وأتقن اللغة الألمانية. في عام 1785، غادر ميمون متجهًا نحو برلين (حيث التقى مندلسون للمرة الأخيرة)، ثم انتقل إلى ديساو، وأخيرًا استقر في بريسلاو (فروتسواف)، حيث حاول دراسة الطب لكنه قبل في نهاية المطاف بوظيفة مدرّس.
عقب عدة أعوام من الانفصال، تمكنت سارة، زوجة ميمون، وطفلها الأكبر ديفد من العثور على زوجها في بريسلاو. طالبته إما أن يعود معهما إلى منزلهما في ليتوانيا أو يطلقها. وافق ميمون في نهاية المطاف على طلاق زوجته.
لم يتعرّف ميمون على الفلسفة الكانطية في برلين حتى عام 1787، وفي عام 1790، نشر مقالة عن الفلسفة المتسامية، التي جمع فيها اعتراضاته على النظام الكانطي. يبدو أن كانط اعتبر ميمون واحدًا من نقاده الأذكياء. نشر ميمون تعقيبًا على دلالة الحائرين لموسى بن ميمون عام 1791. بين عامي 1792 و1793، نشر ميمون سيرته الذاتية.